# Arangina cornigera
Arangina cornigera is een spinnensoort in de taxonomische indeling van de kaardertjes (Dictynidae).
Het dier behoort tot het geslacht Arangina. De wetenschappelijke naam van de soort werd voor het eerst geldig gepubliceerd in 1917 door Raymond Comte de Dalmas.